# Аль-Мунзир III ибн аль-Харис
Аль-Мунзир III ибн аль-Харис (араб. المنذر بن الحارث‎) в греческих источниках упоминается как (Флавий) Аламундар (ср.-греч. Φλάβιος Ἀλαμούνδαρος, ум. после 602 года) — царь (малик) Гассанидов, сын царя аль-Хариса. Будучи лидером де-факто зависимого от Византии государства имел титул патрикия.

## Наследование титула и первые годы правления
Аль-Мунзир был сыном аль-Хариса ибн Джабала, который правил небольшим племенным царством Гассанидов и занимал должность верховного филарха арабских федератов на восточной границе Византии. Оно располагалось по южной границе. Основным противником Гассанидов было племя Лахмидов, которое, в свою очередь, было клиентским государством главного противника Византии, Сасанидской Персии. Аль-Хариса в статус царя и филарха возвёл Юстиниан I (527—565), который хотел создать серьёзного оппонента Лахмидам. Византийцы утвердили аль-Мунзира в качестве наследника отца ещё в 563 году, когда последний посетил Константинополь. В связи с этим новый вождь был без каких-либо затруднений принят в качестве законного правителя зависимой от империи федерации. В датировке начала правления аль-Мунзира есть разночтения. По словам востоковеда Ирфана Шахида, это могло случиться как в 569 году, так и а 570 году и, вероятно, зимой. Немецкий антиковед Максимилиан Штрек в статье для энциклопедии «Паули-Виссова» датирует это событие 570 годом. Российский иранист Дмитрий Мишин пишет, что аль-Мунзир, вероятно, начал править до весны 570 года, но ещё до этого был властителем хотя бы части земель Гассанидов. Византийские почётные титулы и звания его отца не были наследственными, но скорее всего греки пожаловали их ему практически сразу же после начала правления. Среди них были титул патрикия, звание «панерфемос» (дословно — «самый почётный») и престижный номен «Флавий», который обычно носили римские императоры и консулы.
Вскоре после смерти аль-Хариса на земли Гассанидов напал Кабус ибн аль-Мунзир, новый правитель государства Лахмидов, который попытался воспользоваться ситуацией традиционного ослабления страны во время транзита власти. Аль-Мунзир III отразил нападение, заставив вражеского вождя обратиться в бегство, и в свою очередь вторгся в его земли, разграбив несколько поселений и захватив немало добычи. Мишин датирует это сражение 15 мая 570 года. Одержав победу, аль-Мунзир обратился к императору Юстину II (565—578) с просьбой профинансировать дальнейшее продвижение войск. Источники сообщают, что эта просьба разгневала Юстина, и он дал указания местному полководцу Маркиану заманить войска Гассанидов в ловушку и убить наглого повелителя. Но письмо не удалось доставить до адресата, так как в канцелярии императора перепутали адреса. Прознав о планах Юстина, аль-Мунзир сильно разгневался из-за произошедшего и отказался отправить свои войска на начавшуюся в 572 году войну с Персией, начав готовиться к собственной войне с Византией. Перед началом войны, в которой принимали участие и Лахмиды, вероятно, произошло ещё одно сражение между ними и аль-Мунзиром, в котором последний вновь одержал победу, хотя возможно, что второе сражение относится к более раннему времени, поскольку битвы между подвластными Византии Гассанидами и подвластными Сасанидам Лахмидами нередко предшествовали крупным войнам между самими империями.

## Возвращение под византийское подданство
Поскольку по плану византийцев подступы к Сирии должны были охранять войска Гассанидов, отказ аль-Мунзира помочь империи в отражении нападения оставил брешь в южном фланге их линии обороны. Она сохранялась в течение последующих 3 лет, пока в 575 году аль-Мунзир не вернулся под подданство империи при посредничестве полководца императора Юстиниана, который встретился с ним в Сергиополисе. Не выдавая примирения, аль-Мунзир тайно собрал гассанидскую армию и начал наступление на эль-Хиру, столицу Лахмидов и, вероятно, самый большой, богатый и культурно насыщенный город арабского мира того времени. Его войска, практически не встретив сопротивления, разграбили поселение и сожгли его практически целиком, пощадив только церкви. Согласно Иоанну Эфесскому, большую часть добычи, захваченной в этом походе, аль-Мунзир пожертвовал монастырям и беднякам Гасанидского царства. В том же году он посетил столицу империи, город Константинополь, где Юстин II возложил на его голову диадему (стемму). Это означало официальное признание в качестве главы единого арабского государства, клиентского Византии.
В том же году Византия и Сасаниды подписали трёхлетнее перемирие. В 578 году боевые действия возобновились, но достаточно фрагментарные византийские источники практически не упоминают об участии гассанидских войск в первые два года войны. В 580 году император Тиберий II пригласил аль-Мунзира вновь посетить столицу и 8 февраля устроил пышный приём ему и его двум сыновьям. По этому случаю, среди множества других подарков, он вручил царю королевскую корону, которая заменила более простую диадему, которую аль-Мунзиру ранее выдал Юстин II.